# Kościół Najświętszej Maryi Panny w Grodnie

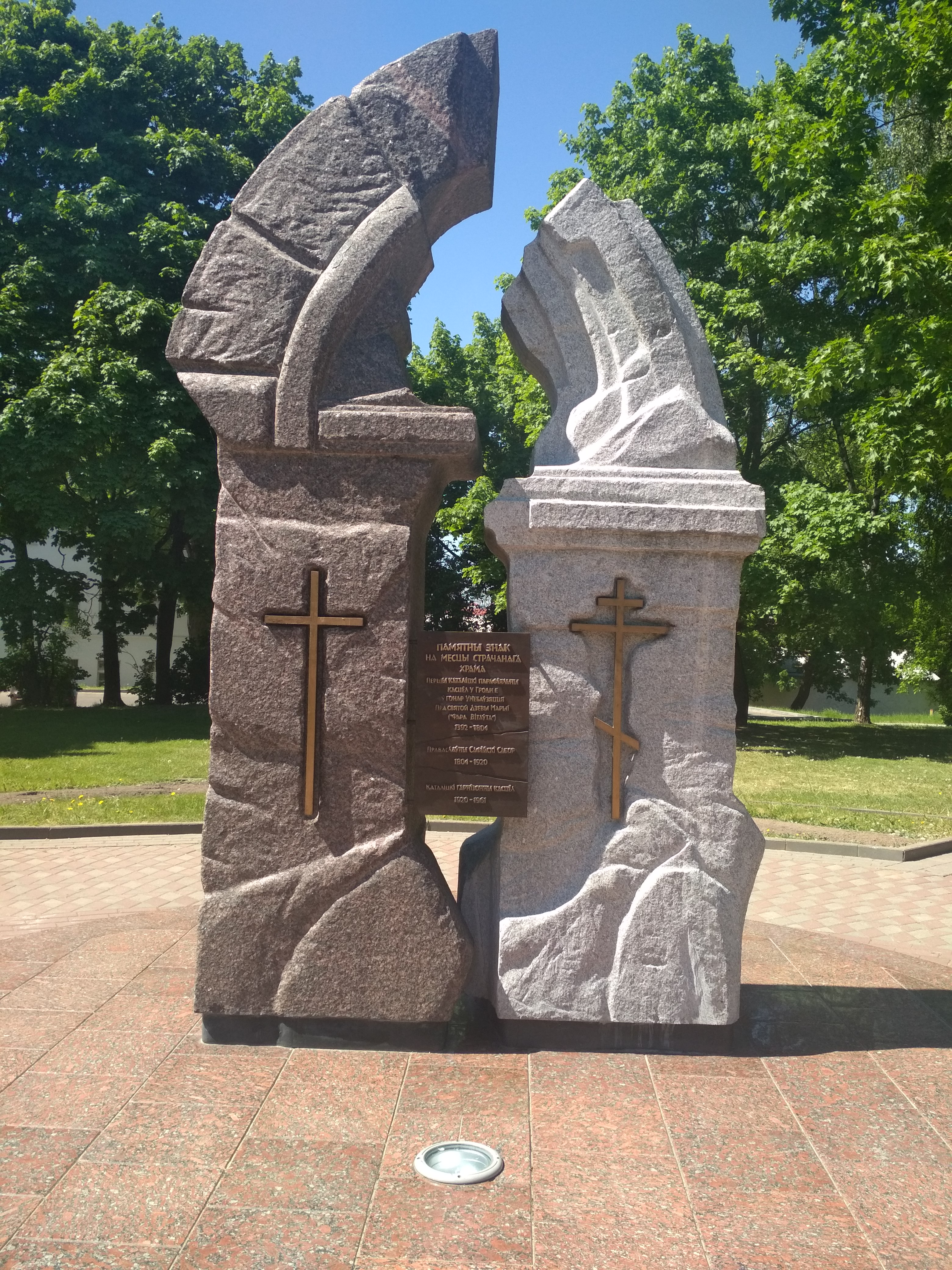
Pomnik na miejscu po zburzonej "farze Witoldowej"

Kościół Najświętszej Maryi Panny w Grodnie (biał. Касцёл Найсвяцейшай Дзевы Марыі) – nieistniejący dziś, manierystyczny kościół farny w Grodnie, wzniesiony w latach 1584-1587. Ponieważ fundatorem pierwszego drewnianego kościoła był wielki książę litewski Witold, świątynię nazywano też farą Witoldową, jednak fundatorem pierwszego murowanego kościoła był król Stefan Batory. W 1961 r. na rozkaz miejscowych władz komunistycznych zabytkowa świątynia została wysadzona w powietrze.

## Budowa i dalsze losy świątyni
Ufundowany przez księcia Witolda drewniany kościół był najstarszą katolicką świątynią Grodna. Kilkakrotnie padał ofiarą pożarów, ale za każdym razem go odbudowywano (m.in. za panowania Aleksandra Jagiellończyka. Królowa Bona przy drewnianym kościele ufundowała w 1551 roku murowany szpital św. Ducha.
Król Stefan Batory, który u schyłku życia obrał Grodno za swoją siedzibę, polecił wznieść nową, tym razem murowaną świątynię. Według zachowanych materiałów zakonu jezuitów, nowa świątynia (z cegły) została zbudowana w latach 1584–1587 w stylu postgotycko-manierystycznym, zaś autorem projektu najprawdopodobniej był włoski architekt Antonio Greppi del Ronco i królewski architekt Józef Roiten. Po wybudowaniu kościoła murowanego rozebrano stary kościół drewniany. W 1592 roku przy południowej nawie zbudowano kaplicę grobową Chaleckich, którą ufundował Dymitr Chalecki, podskarbi wielki litewski.
Podczas najazdu i okupacji przez wojska moskiewskie w latach 1654-1659 kościół został spalony, ale sklepienia przetrwały i uszkodzenia naprawiono. W 1753 kościół został uszkodzony podczas pożaru w konsekwencji czego dokonano poważnego remontu. Kolejny pożar, poważniejszy, uszkodził kościół 8 maja 1782 roku, gdy spłonął hełm wieży, dach kościoła, zniszczone zostały dzwony. Z powodu wspomnianych zniszczeń nabożeństwa i posługi duszpasterskie przeniesiono do pobliskiego, pojezuickiego kościoła pw. św. Franciszka Ksawerego.
Po rozbiorach Rzeczypospolitej Grodno znalazło się pod okupacją rosyjską, w związku z czym władze rosyjskie przekazały w 1804 roku katolicką świątynię prawosławnym, którzy zamienili ją w sobór Mądrości Bożej (Sofijski) dokonując przebudowy w stylu klasycystycznym, zmieniając też kształt hełmu wieży. W 1826 roku dachówkę zastąpiono blachą, a na prezbiterium zbudowano klasycystyczną attykę. W latach 1850–1857 zmieniono chełm wieży i rozbudowano kaplicę Chaleckich o trzy przęsła przekształcając w pomocniczą cerkiew św. Mikołaja i niszcząc przy okazji renesansowy portal bocznego wejścia do kościoła. Po pożarze świątyni w 1892 roku projekt przebudowy budynku w stylu rosyjsko-bizantyjskim wykonał Nikołaj Czagin, który po zrealizowaniu w latach 1896-1898 doprowadził do zniszczenia większości cech świątyni XVI wiecznej.
W 1919 roku świątynia wróciła w ręce katolików i przeznaczona na kościół garnizonowy. Pierwsza adaptacja dokonana po pożarze w 1920 roku, przywracająca wg koncepcji Wilhelma Henneberga w latach 1922-1923 częściowo dawny kształt, nie była zadowalająca. Z tego powodu w 1930 roku warszawski architekt Oskar Sosnowski opracował kolejny projekt przebudowy z zamiarem przywrócenia gotyckiego charakteru, który to projekt zrealizowano do 1936 roku. W toku prac częściowo odsłonięto renesansowe freski w prezbiterium. Do 1939 r. świątynia pełniła funkcję kościoła garnizonowego.
W 1941 roku niemiecka bomba zniszczyła część dachu i okna, w związku z czym organy przeniesiono do kościoła pojezuickiego. Po zakończeniu II wojny światowej sowieci zamknęli świątynię, a następnie przerobili ją na magazyn, co doprowadziło do jej postępującego niszczenia. W marcu 1961 r. miejscowe władze wydały decyzję o wyburzeniu kościoła. 29 listopada 1961 r. na polecenie sowieckich władz miejskich kościół został wysadzony w powietrze przez jednostkę saperów z Leningradu. Na miejscu gdzie stała świątynia, znajduje się dzisiaj niewielki plac miejski.
W latach 90. XX wieku w jej miejscu ustawiono niewielki pomnik.

## Ilustracje historyczne

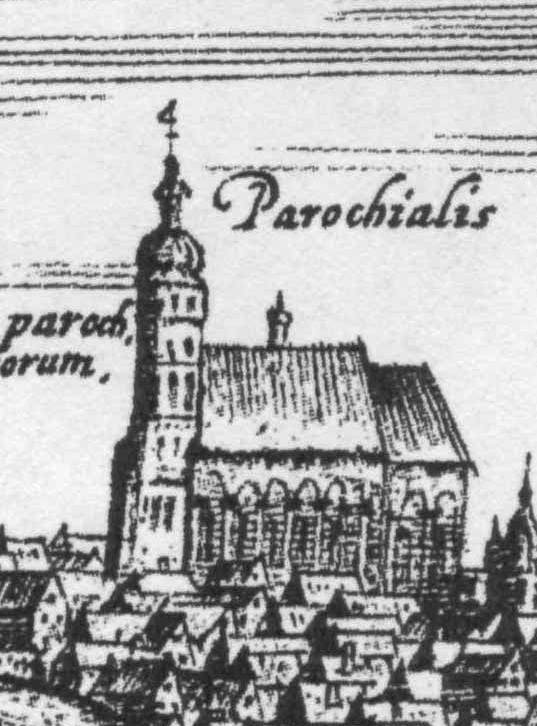
Fara Witoldowa (grawiura z ok. 1600 r.)
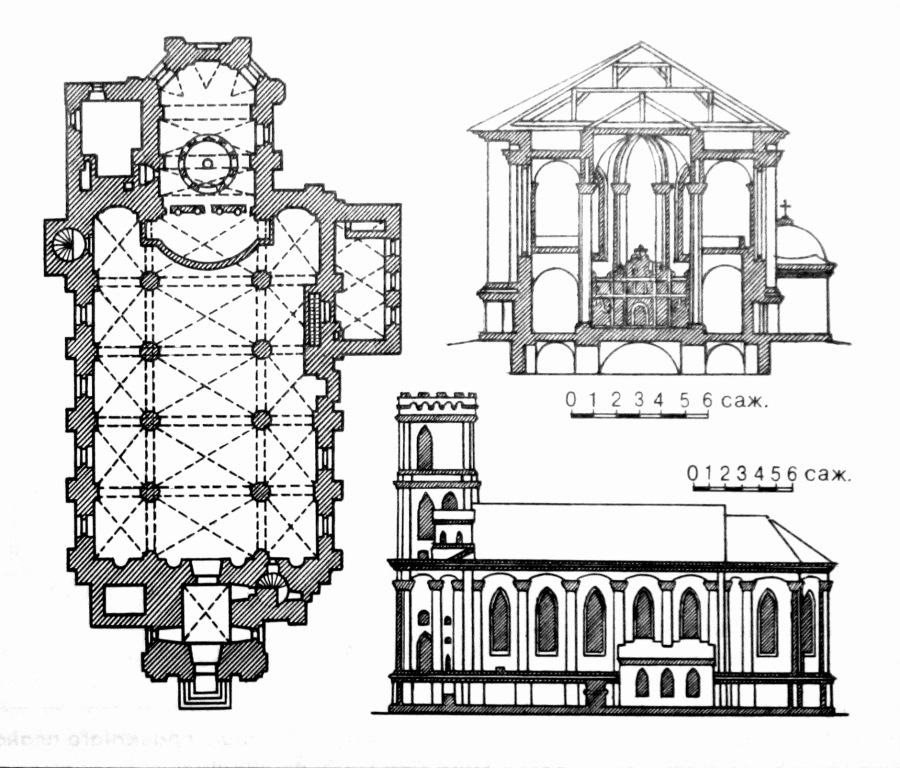
Plan przyziemia świątyni – przekrój
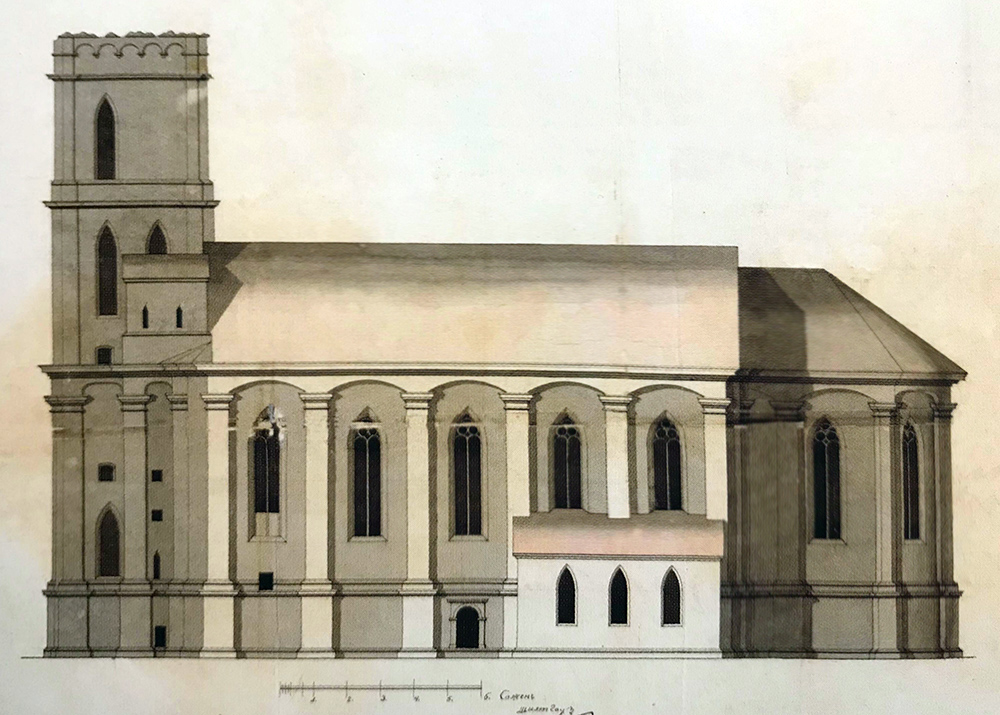
Fara około 1800 r.
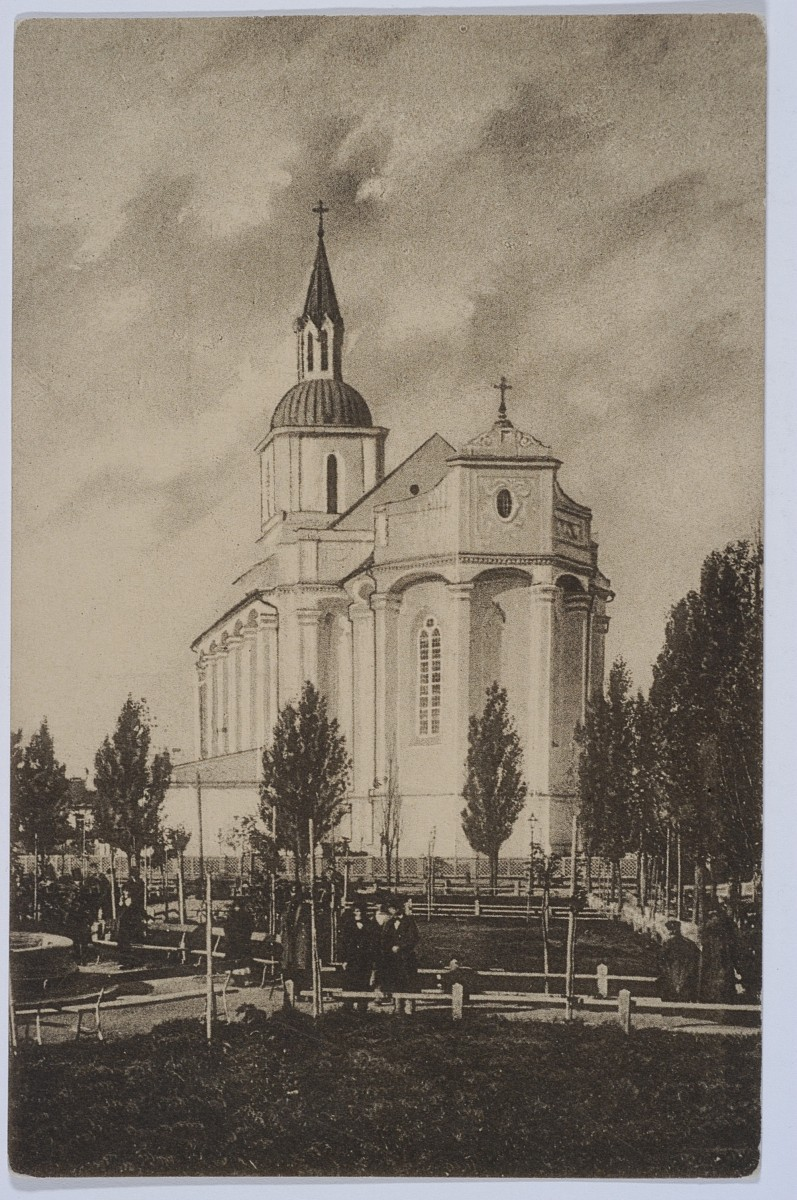
Fara po pierwszej przebudowie na cerkiew w XIX wieku
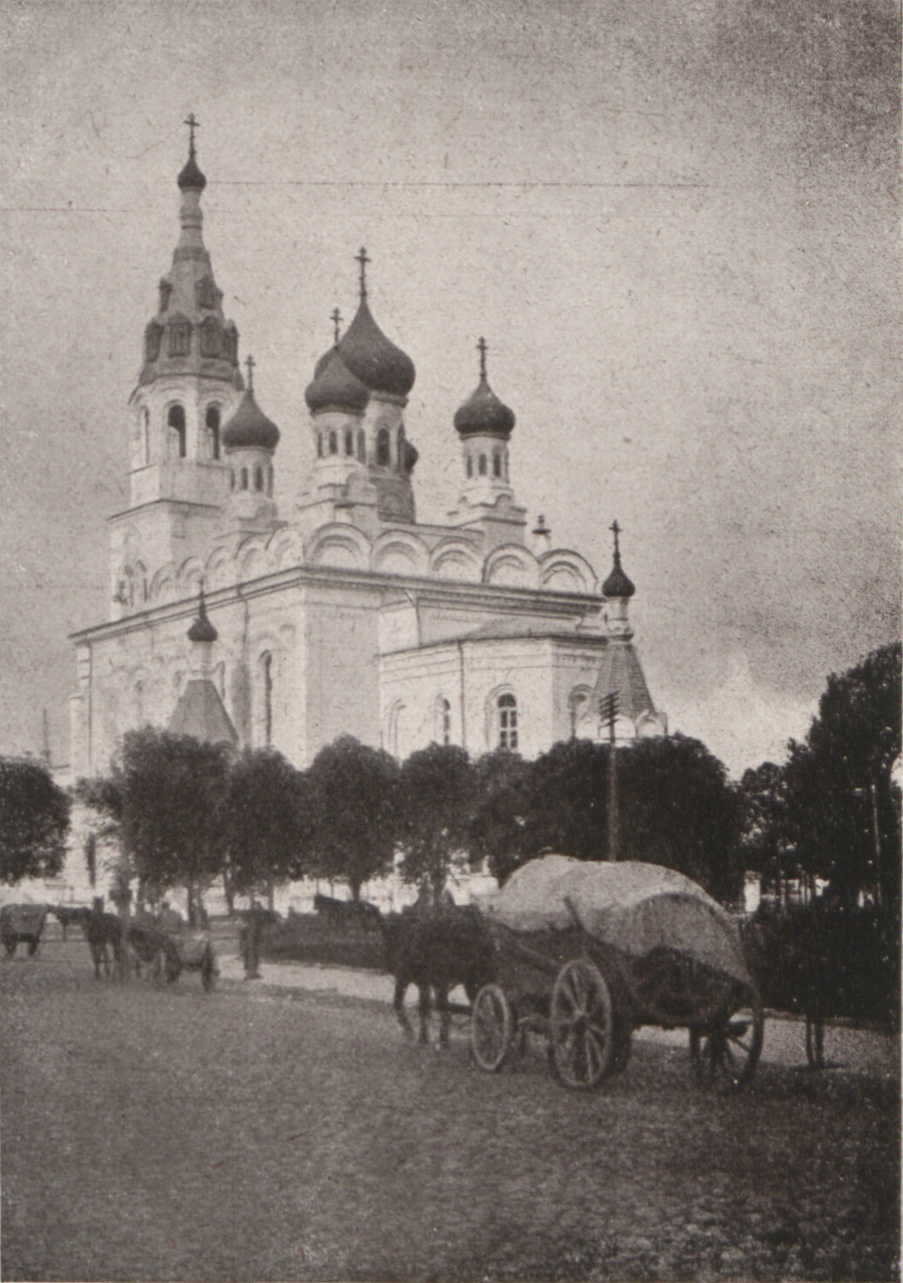
Fara po drugiej przebudowie na cerkiew
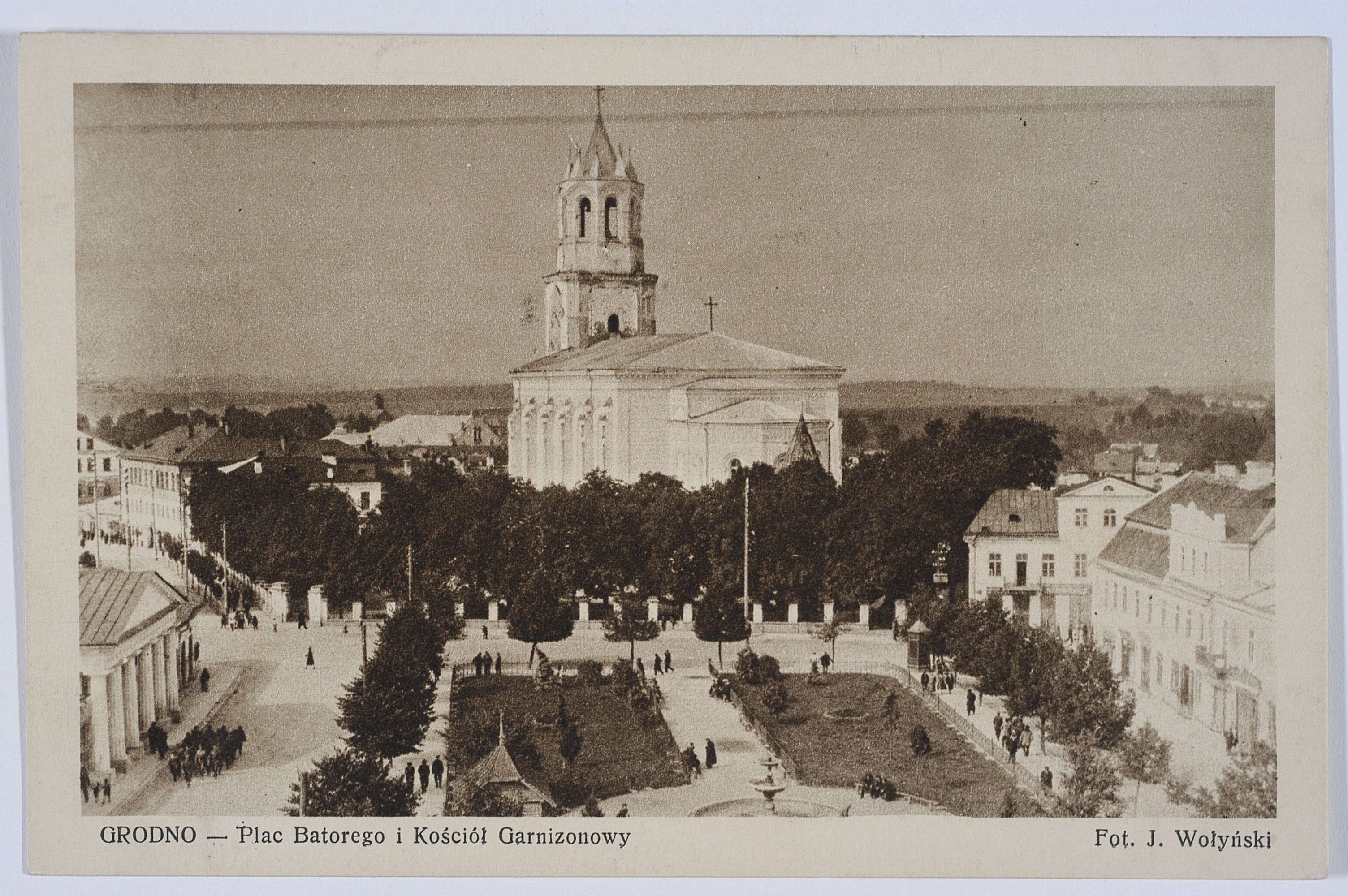
Fara po zwróceniu jej katolikom i pierwszej tymczasowej adaptacji
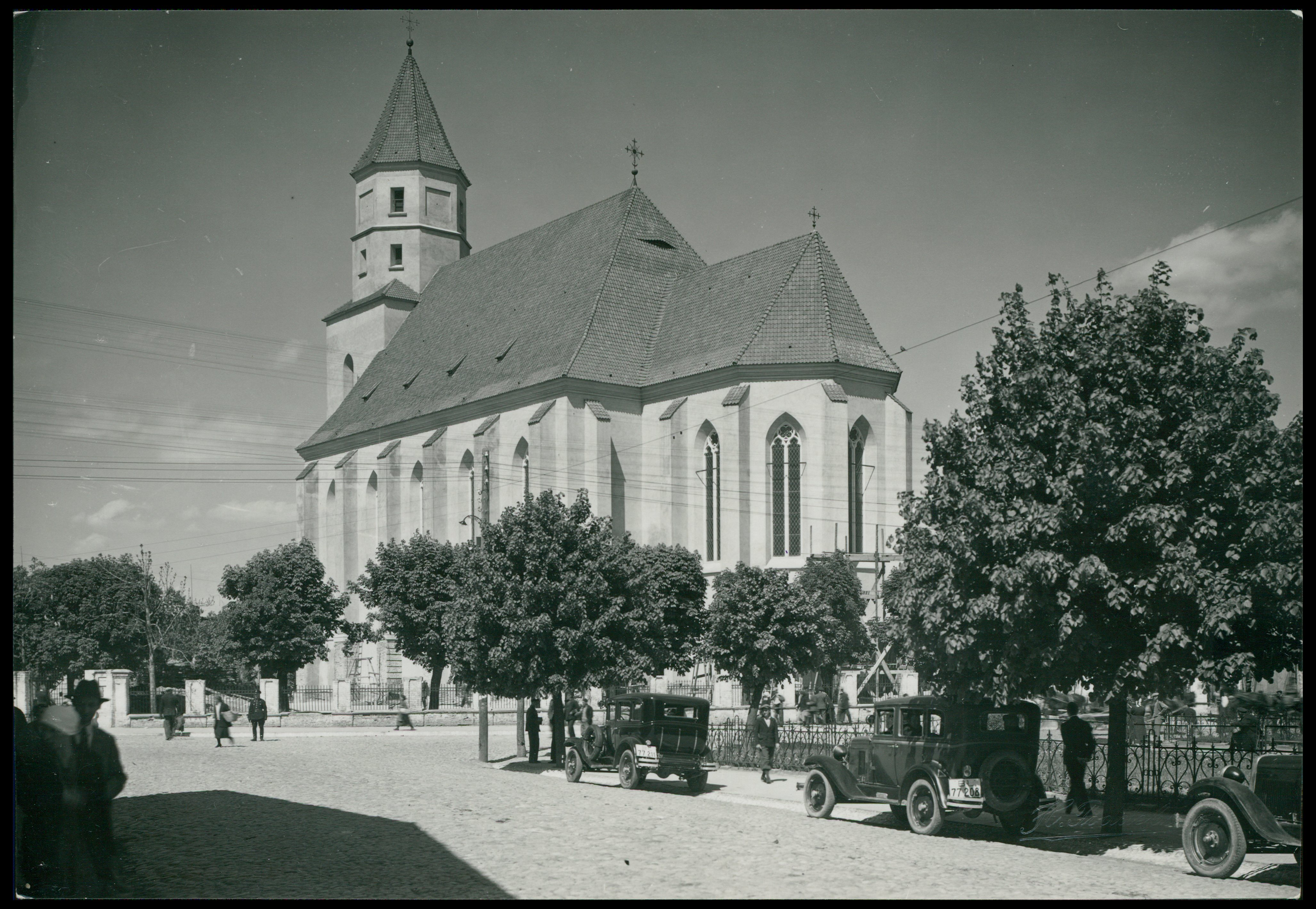
Fara Witoldowa w latach 30. XX w.
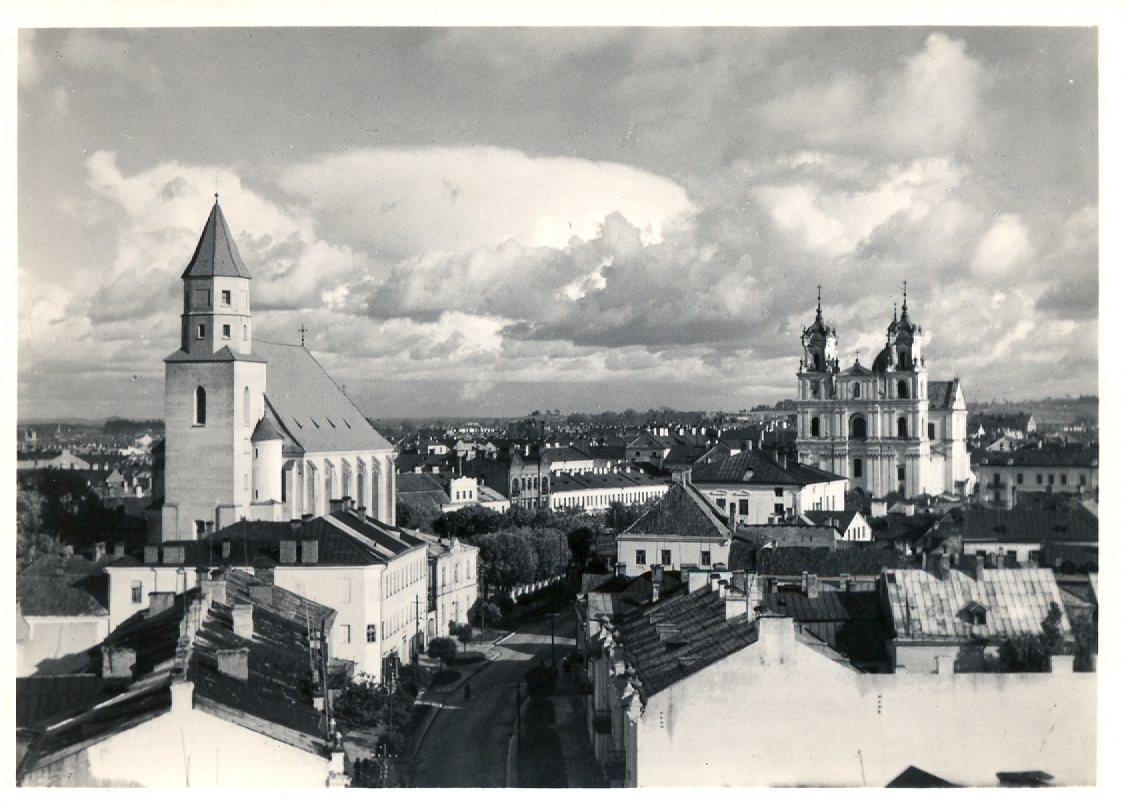
Fara po lewej, lata 30. XX wieku